# Курашов, Игорь Валентинович
Игорь Валентинович Курашов (родился 2 апреля 1972 в Брянске) — российский баскетболист.

## Карьера

### Клубная
Воспитанник баскетбольной школы столичного ЦСКА, в котором выступал с 1992 по 1998 годы. В 1998 году уехал в Швейцарию выступать за команду «Вакалло», но через год вернулся в Россию, в «Урал-Грейт». В 2000 году снова уехал за границу: сначала в турецкий «Петким», затем в эстонскую команду «Кейла», позднее в греческий «Ниэр Ист». Выступал также за команду Таллинского технического университета, пока не вернулся в 2003 году в Россию и не перешёл в тульский «Арсенал». В 2004 году в третий раз уехал за границу: завершал карьеру опять же в Таллинском техническом университете и венгерском «Шолноки Олай». Работал в школе столичного «ЦСКА» с группами 1993 и 1994 годов рождения. В настоящее время входит в тренерский штаб в Динамо-УОР 2

### В сборной
В составе сборной выступал на чемпионатах Европы 1997 (Испания) и 1999 (Франция), а также на чемпионате мира в Греции. На мировом первенстве он стал серебряным призёром (его сборная уступила лишь Югославии в финале), в Испании он выиграл бронзовые награды, а вот во Франции сборная России финишировала только шестой.